# Повіт Нісі-Камбара
Пові́т Ні́сі-Ка́мбара (яп. 西蒲原郡, にしかんばらぐん, МФА: [ɲiɕi̥ kambaɾa guɴ]) — повіт в префектурі Ніїґата, Японія.